# Protéine sérique

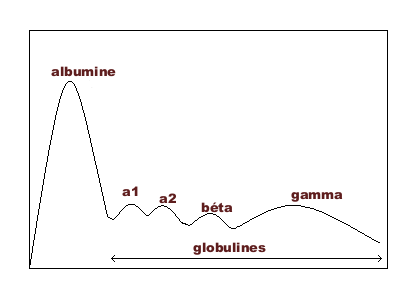
Représentation graphique du résultat de l'électrophorèse

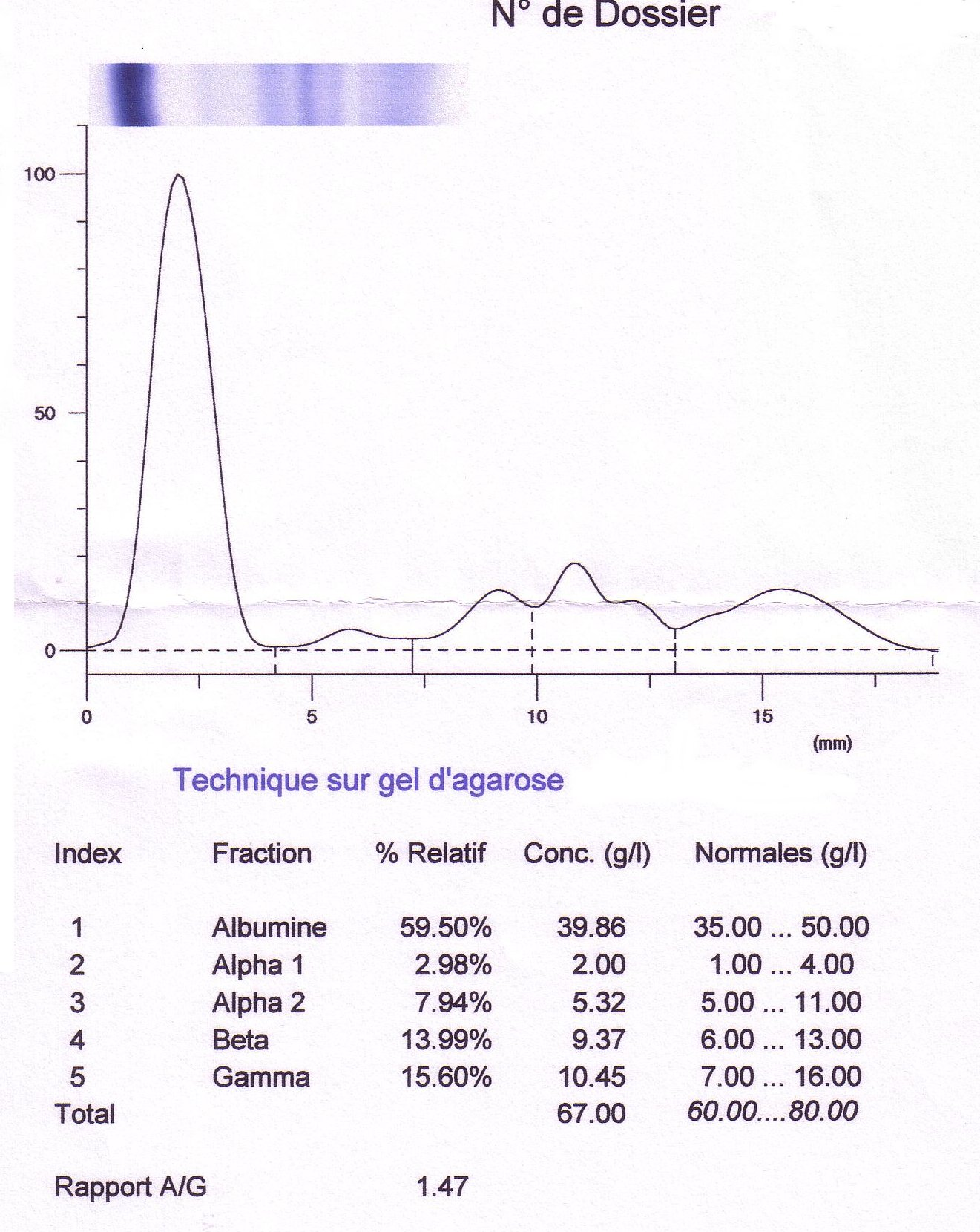
Électrophorèse des protéines sériques

Une protéine sérique est une protéine contenue dans le sérum. Ces protéines peuvent être séparées lors d'examens biologiques par  électrophorèse (sur acétate de cellulose ou agarose). On obtient la séparation de deux types de protéines en 5 fractions protéiques :
- les albumines (les plus abondantes)
- les globulines :
  - Alpha 1-globulines.
  - Alpha 2-globulines.
  - Bêtaglobulines.
  - Gammaglobulines (aussi appelées immunoglobulines).

Leurs fonctions sont très variées : immunité, transport d'hormones, maintien de la pression oncotique du plasma assurant ainsi la rétention de l'eau dans les vaisseaux sanguins.
Plus de 10 000 protéines différentes ont été identifiées dans le plasma humain. Dix ordres de grandeur séparent les concentrations de la plus abondante (l'albumine) et des plus rares.